# San Felipe, Ayutla de los Libres
San Felipe är en ort i Mexiko.   Den ligger i kommunen Ayutla de los Libres och delstaten Guerrero, i den södra delen av landet, 280 km söder om huvudstaden Mexico City. San Felipe ligger 631 meter över havet och antalet invånare är 485.
Terrängen runt San Felipe är huvudsakligen kuperad, men västerut är den bergig. Runt San Felipe är det ganska glesbefolkat, med 29 invånare per kvadratkilometer. Närmaste större samhälle är Ayutla de los Libres, 18,2 km nordväst om San Felipe. I omgivningarna runt San Felipe växer huvudsakligen savannskog.